# Стоян Кочов
Стоян Кочов (мак. Стојан Кочов; 25 грудня 1930 — 5 січня 2023) — македонський науковий дослідник та публіцист. У роки грецької громадянської війни активно брав участь у партизанах у лавах Демократичної армії Греції. З 1950 по 1957 рік жив і навчався в Радянському Союзі до повернення в Союзну Республіку Македонія 1957 року. 
Його твори включають книги: 
- Ідеологічний активізм проти македонців під Грецією
- Джорджи Пейков - македонський воїн через історію ДАГ (1945-1949)
- Мертве обличчя війни
- Зустріч
- Мертве військо